# Сан-Хосе-де-лас-Лахас
Сан-Хо́се-де-лас-Ла́хас (ісп. San José de las Lajas) — місто на Кубі, Маябекеська провінція. Адміністративний центр провінції (з 2011). Розташоване в центрі провінції, залізнична станція на залізниці Гавана—Гуїнес. Населення — 36 100 осіб (2008; 27 279 в 1981, 33 233 в 2002).